# Küstrinchen (Naturschutzgebiet)

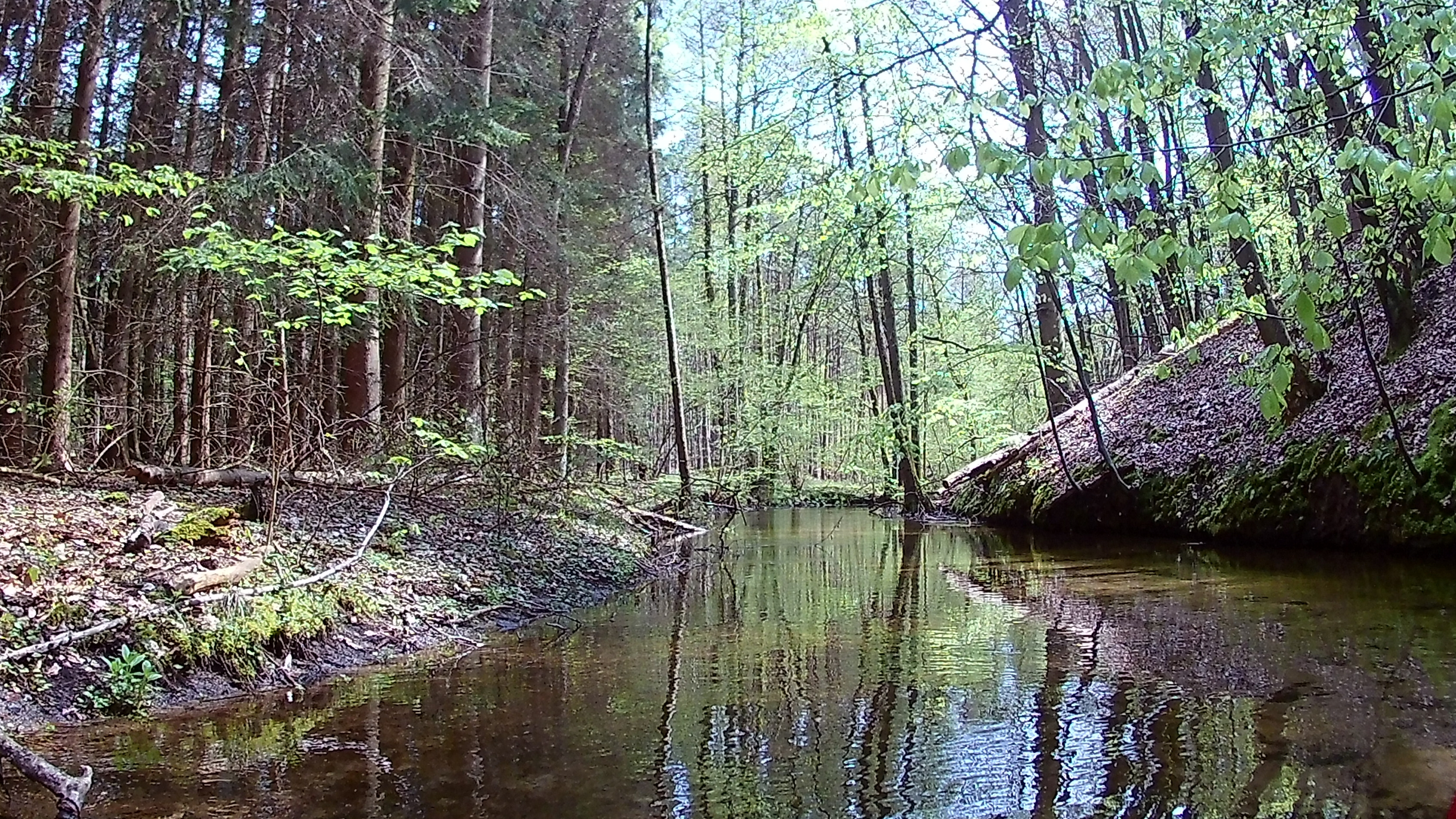
Küstrinerbach zwischen Küstrinsee und Oberpfuhl See (2017)

Das Naturschutzgebiet Küstrinchen liegt auf dem Gebiet des Landkreises Uckermark in Brandenburg. Die Ansiedlung Küstrinchen, ein Ortsteil der Stadt Lychen, liegt am südöstlichen Rand.
Das 2979,72 ha große Naturschutzgebiet, das mit Verordnung vom 1. Januar 2015 unter Naturschutz gestellt wurde, erstreckt sich zwischen Thomsdorf im Nordosten, einem Wohnplatz in der Gemeinde Boitzenburger Land, und der Stadt Lychen im Südwesten. Es umfasst u. a. diese Seen: Clanssee, Kleiner Kronsee, Tiefer See und Großer Küstrinsee.
Die Landesstraße L 15 führt von Nordosten bis Südwesten durch das Gebiet hindurch.